# Fabrice Borer
Fabrice Borer (Delémont, 1971. december 24. –) válogatott svájci labdarúgókapus.

## Pályafutása

### Klubcsapatban
1991–92-ben az SR Delémont, 1992–1995 között a Lausanne Sports, 1995–2002 között az FC Sion, 2002–2005 között a Grasshopper labdarúgója volt. 2005–2007 között az FC Sion csapatában fejezte be az aktív játékot.

### A válogatottban
2002-ben három alkalommal szerepelt a svájci válogatottban.

## Sikerei, díjai
FC Sion
- Svájci bajnokság
  - bajnok: 1996–97
- Svájci kupa
  - győztes (3): 1996, 1997, 2006

 Grasshopper
- Svájci bajnokság
  - bajnok: 2002–03

## Statisztika

### Mérkőzései a svájci válogatottban
| Svájc | Svájc             | Svájc                           | Svájc        | Svájc    | Svájc    | Svájc      | Svájc | Svájc   |
| #     | Dátum             | Helyszín                        | Hazai        | Eredmény | Vendég   | Kiírás     | Gólok | Esemény |
| ----- | ----------------- | ------------------------------- | ------------ | -------- | -------- | ---------- | ----- | ------- |
| 1.    | 2002. február 13. | Limassol (CYP)                  | Magyarország | 1 – 2    | Svájc    | barátságos | -     | 46'     |
| 2.    | 2002. március 27. | Malmö, Malmö Stadion            | Svédország   | 1 – 1    | Svájc    | barátságos | -     |         |
| 3.    | 2002. május 15.   | Sankt Gallen, Espenmoos stadion | Svájc        | 1 – 3    | Kanada   | barátságos | -     | 46'     |
|       | Összesen          |                                 |              | 3        | mérkőzés |            | 0     | gól     |